# Molón labe!
Molón labe! (řecky: μολὼν λαβέ, výslovnost v klasické řečtině [mo.lɔ᷆ːn la.bé], v moderní řečtině [moˈlon laˈve]) je jedna z nejznámějších tzv. lakonických frází, napříč západní kulturou všeobecně rozšířené a srozumitelné vyjádření symbolizující rozhodný odpor a neústupnost mluvčího a odmítnutí požadavku kapitulace. Jde též o oblíbené motto vícera vojenských útvarů a sportovních klubů.
V řečtině je μολὼν činné příčestí maskulina nominativu singuláru aoristu slovesa βλώσκω „přicházím“, λαβέ je 2. osoba singuláru imperativu slovesa λαμβάνω „beru“. Pokud bychom přeložili řecké příčestí českým přechodníkem, který mu je funkčně podobný, doslovný překlad by byl „přišed vezmi“. Takový překlad by sice byl doslovný, ale nebyl by stylisticky adekvátní: zatímco v češtině je přechodník archaický, starořecké participium je naopak stylistickým prostředkem živého jazyka. Proto jsou v češtině rozšířenější překlady jako „Pojď si pro ně!“, „Pojď a vezmi si je!“, které lépe vyjadřují spontánnost výroku.
Spartský král Leonidas jím podle Plútarcha před bitvou u Thermopyl odmítl požadavek perského krále Xerxa, aby Řekové odevzdali své zbraně (tj. kapitulovali).

## Známá užití

### Události
Slovy Molón labe! odmítl britský požadavek kapitulace kyperský národní hrdina Grigoris Afxentiou (alias Zēdros, 1928-1957), v následném boji zemřel.

### Motto
Výrok (v originálu i překladech) si vybraly za své motto víceré vojenské jednotky a útvary a stejně tak sportovní týmy.
Současné užití
- americké Centrální velení zvláštních operací
- americké hnutí za právo nosit zbraň[2][3]

Historické užití
- První armádní sbor řecké armády (existoval 1913-2013)